# 大切なものは君以外に見当たらなくて/微熱リフレイン
「大切なものは君以外に見当たらなくて／微熱リフレイン」（たいせつなものはきみいがいにみあたらなくて / びねつリフレイン）は、flumpool のメジャー11枚目のシングル。前作より8カ月ぶりのシングル。

## 解説
初回限定盤には特典DVD「微熱リフレインスタジオセッションライブ」と、ボーナストラックとして台湾のロックバンド、メイデイの代表曲を山村隆太が日本語詞を付けてカヴァーしたOAOA、他インストルメンタル3曲が、通常盤には2013年4月17日に行われた「EARTH ×HEART LIVE 2013」からライブトラック9曲が収録されている。
PVには、ダイエットに専念するため、ビジュアル面での活動を休止していたギター阪井の代役としてNON STYLE井上裕介が参加している。
なお、2013年6月30日に公開された完全版PVでは、"NON STYLE"として、NON STYLE石田明、阪井も参加している。
山村隆太は、「音楽で人を救いたいといっても、何もできないと思うからこそ、シンプルにストレートにと思って書いた」と言い、次のステップに進むために、flumpoolが何を歌えば響くかを考えた曲だと述べている。

## 収録曲

### CD（初回盤）
1. 大切なものは君以外に見当たらなくて
作詞：山村隆太、作曲：阪井一生、編曲：百田留衣
2. 微熱リフレイン
作詞：山村隆太、作曲：阪井一生、百田留衣編曲：玉井健二、大西省吾
  - 『明治エッセルスーパーカップ』CMソング
3. OAOA
作詞：山村隆太、作曲：阿信、編曲：玉井健二、釣俊輔
  - 楽曲を提供したメイデイも後にセルフカバーをし、シングル「Do You Ever Shine？」に収録されている。
4. 大切なものは君以外に見当たらなくて(Instrumental)
5. 微熱リフレイン(Instrumental)
6. OAOA(Instrumental)

### DVD（初回盤）
「微熱リフレインスタジオセッションライブ」

### CD（通常盤）
「大切なものは君以外に見当たらなくて」、「 微熱リフレイン」のダブルAサイドシングルの2曲に、「EARTH ×HEART LIVE 2013」からライブトラック9曲を収録
1. 今年の桜
2. labo
3. Hello
4. 君をつれて
5. 春風
6. Touch
7. ベガ~過去と未来の北極星~
8. イイじゃない
9. 星に願いを